# Plamatka lesní
Plamatka lesní (Arianta arbustorum) je druh suchozemského plže z čeledi hlemýžďovitých.

## Popis

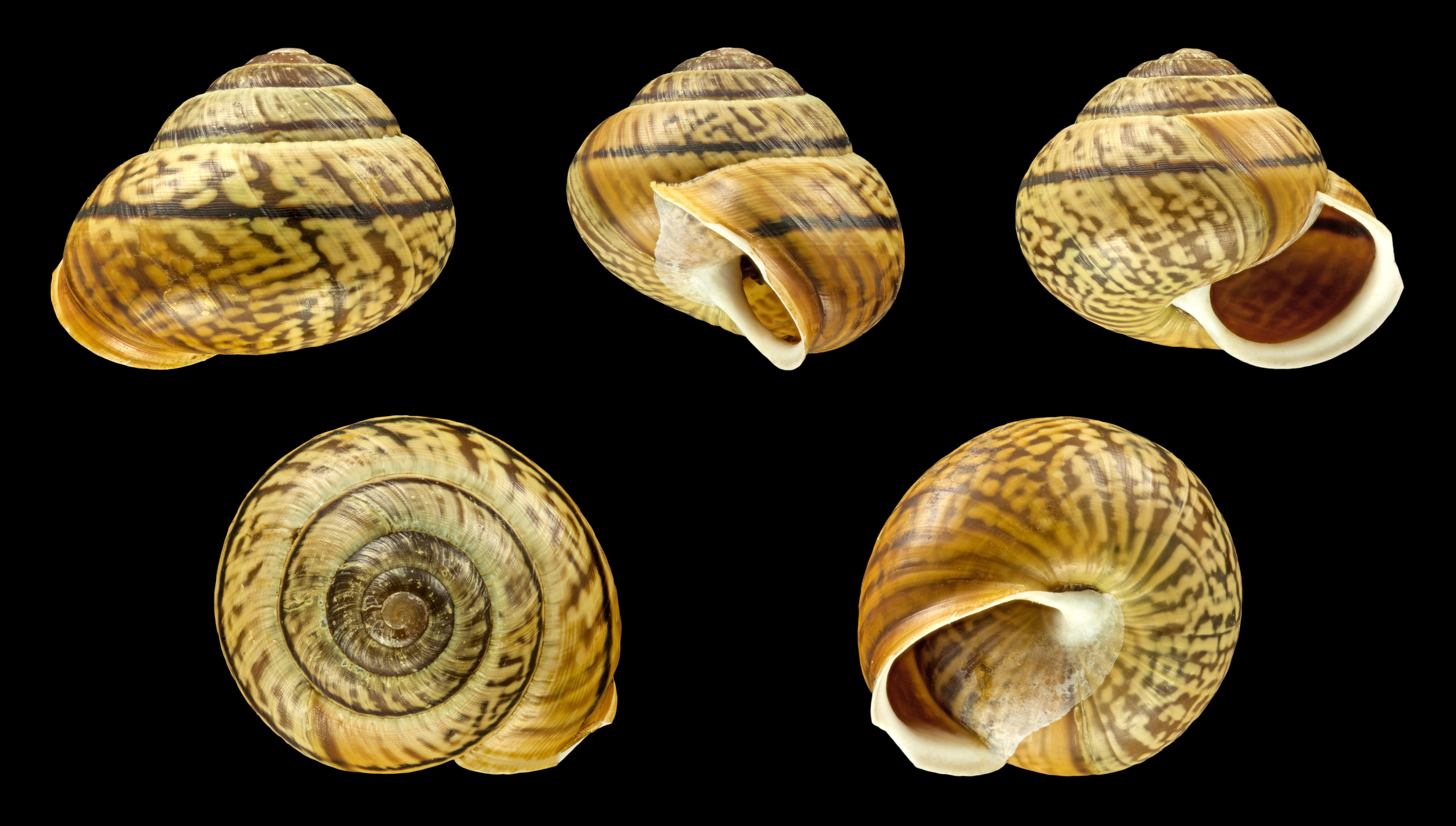
Arianta arbustorum alpicola

Plamatka lesní má tenkostěnnou kulovitou ulitu o pěti závitech s tupě kuželovitým vrcholem. Ulita je zbarvena tmavohnědě a obvykle mívá jednu tmavší podélnou páskou a drobné žluté skvrnky. Šířka ulity bývá 18–25 mm, výška 12–22 mm, přičemž rozměry jsou závislé na území, které plamatka obývá.
Je velmi hojná v podunajských lužních lesích i v horských oblastech, vyhýbá se jen bezlesým oblastem a stepím. Je rozšířená ve středu a na severu Evropy – od východu Francie až po Finsko, Polsko, a Ukrajinu.
Rodu plamatka (Alpicola) je podřízeno několik poddruhů:
- Arianta arbustorum alpicola
- Arianta arbustorum arbustorum
- Arianta arbustorum canigonensis
- Arianta arbustorum picea
- Arianta arbustorum pseudorudis
- Arianta arbustorum repellini
- Arianta arbustorum styriaca
- Arianta arbustorum vareliensis